# Mundharmonikakonzert (Spivakovsky)
Das Concerto for Harmonica (deutsch Mundharmonikakakonzert) des russischstämmigen britischen Komponisten Michael Spivakovsky (1919–1983) ist das erste große Konzert für (chromatische) Mundharmonika und Orchester überhaupt. Es entstand 1951 und wurde dem bekannten Mundharmonikaspieler Tommy Reilly (1919–2000) gewidmet, der es  mit dem London Radio Concert Orchestra unter Mark Lubbock am 26. Mai 1951 zur Uraufführung brachte und später auch auf Platte/CD einspielte. Heute gehört es zu den beliebtesten Stücken seiner Art, obwohl nur wenige Jahre später Malcolm Arnold und Heitor Villa-Lobos ebenfalls Mundharmonikakonzerte veröffentlichten (1954 und 1955, wobei das Konzert von Villa-Lobos erst 1959 zur Uraufführung kam).
Das Werk gehört zu den Stücken „leichterer“ Klassik, die sich für Promenadenkonzerte eignen, ist aber technisch anspruchsvoll. Das Konzert besteht aus drei Sätzen, die Spielzeit beträgt etwa 15 Minuten.
Der Kopfsatz „Fuocoso“ steht in A-Dur und beginnt nach einer kurzen Orchestereinleitung und dem Hauptthema ungewöhnlicherweise direkt mit einer langen Kadenz des Soloinstrumentes. Es schließt sich eine „Danse drole“ an, gefolgt vom Hauptthema und einem langsameren Teil. Nach Wiederholung des Hauptthemas beendet eine kurze Coda den Satz. Der Stil wurde mit Jean Sibelius verglichen, trägt aber deutliche Züge russischer Musiktradition.
Der zweite Satz, überschrieben „Romance“ („Moderato“), steht stark kontrastierend in Es-Dur, wobei das Soloinstrument chromatische Elemente einbringt, wechselt im Mittelteil aber zurück nach A-Dur. Andere Blasinstrumente treten ebenfalls mit Soloeinlagen hervor. Die Mundharmonika erhält Gelegenheit zum Vibratospiel. Hier ist die russische Herkunft des Komponisten am deutlichsten zu spüren.
Das kurze Finale, ein Scherzo („Allegro ma non troppo“), ist äußerlich schlicht und zugleich effektvoll gefasst, steht in C-Dur und wirkt leichtfüßig-harmlos, stellt den Solospieler aber trotz weitgehenden Verzichts auf chromatische Noten vor hohe technische Herausforderungen.
Aktuell wurde das Konzert wieder bekannt, als der Kopfsatz vom jungen britischen Mundharmonikaspieler Philip Achille im Finale des Wettbewerbs der Eurovision Young Musicians 2008 im Mai 2008 in Wien gespielt wurde.